# Lungörtsstyltmal
Lungörtsstyltmal (Dialectica imperialella) är en fjärilsart som först beskrevs av Philipp Christoph Zeller 1847.  Lungörtsstyltmal ingår i släktet Dialectica och familjen styltmalar.
Artens utbredningsområde är:
- Österrike.
- Belgien.
- Luxemburg.
- Bulgarien.
- Tjeckien.
- Slovakien.
- Danmark.
- Frankrike.
- Tyskland.
- Ungern.
- Italien.
- Marocko.
- Nederländerna.
- Polen.
- Rumänien.
- Spanien.
- Turkmenistan.
- Turkiet.
- Moldavien.
- Ukraina.
- Serbien.

Arten har ej påträffats i Sverige. Inga underarter finns listade i Catalogue of Life.

## Bildgalleri

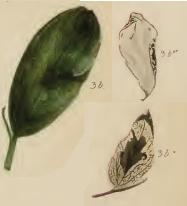
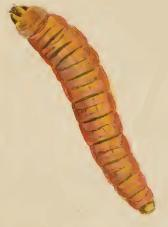